# Fra Mauro

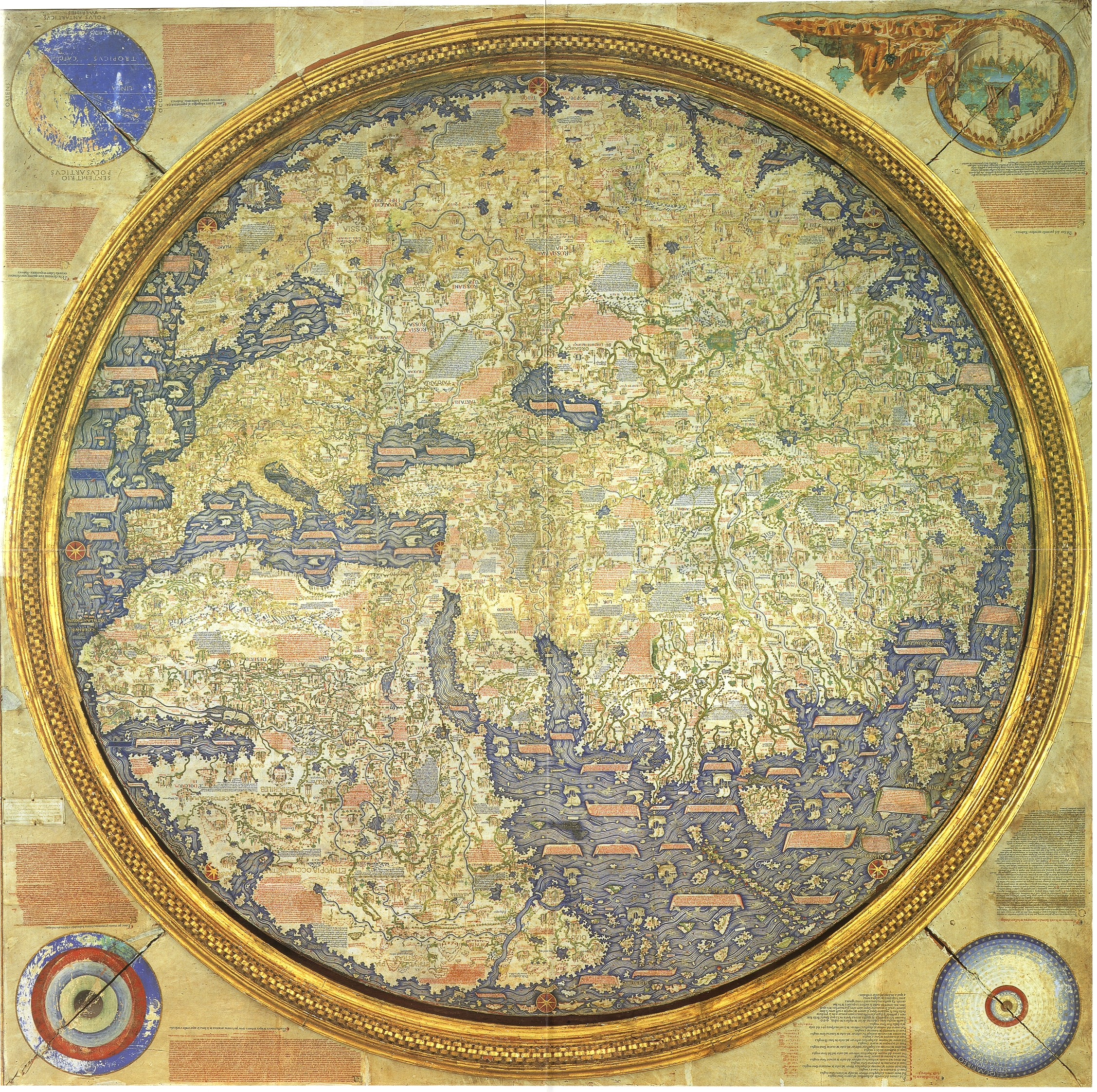
O mapa-múndi de Fra Mauro em 1459 (a orientação original é invertida, com o sul para cima). O mapa mostra o velho mundo conhecido: a Ásia, a África e a Europa.

Fra Mauro (Veneza, 1385? - Veneza, 20 de Outubro de 1459), foi um religioso camaldulense do século XV, e o mais célebre cosmógrafo da sua época. É designado como « geographus incomparabilis », o geógrafo incomparável.

## Biografia
Fra Mauro executou, de 1457 a 1459, um belíssimo mapa-múndi, que ainda se pode observar no mosteiro de São Miguel de Murano, perto de Veneza.
Cartografou a totalidade do velho mundo, com notável precisão, incluindo comentários que reflectiam o conhecimento geográfico da época. O seu mapa é um dos primeiros a representar o longínquo Japão. De notar que
Fra Mauro viveu antes das grandes viagens europeias de navegação, os Descobrimentos, e morreu 28 anos antes de o Cabo da Boa Esperança ter sido dobrado pelos portugueses, em 1488.
Fra Mauro criou este mapa com o seu assistente Andrea Bianco, navegador-cartógrafo, por encomenda do rei de Portugal, D. Afonso V. A execução do mapa terminou a 24 de Abril 1459, sendo enviado para Portugal, mas perdeu-se. Uma carta do legislador de Veneza acompanhava o mapa, dirigida ao Infante D. Henrique, tio de Afonso V. Essa carta encorajava o príncipe a continuar o financiamento de viagens de exploração.
Fra Mauro morreu no ano seguinte, enquanto fazia uma cópia do mapa para o senhor de Veneza, sendo essa cópia terminada por Andrea Bianco e que hoje está na Biblioteca Marciana (Veneza).
Uma outra carta náutica sua (um portulano) está na Biblioteca do Vaticano, e outra numa colecção particular.
Em sua homenagem existe uma cratera na Lua com o seu nome: Fra Mauro, visitada na missão lunar Apollo 14.

## Extractos do Mapa de Fra Mauro

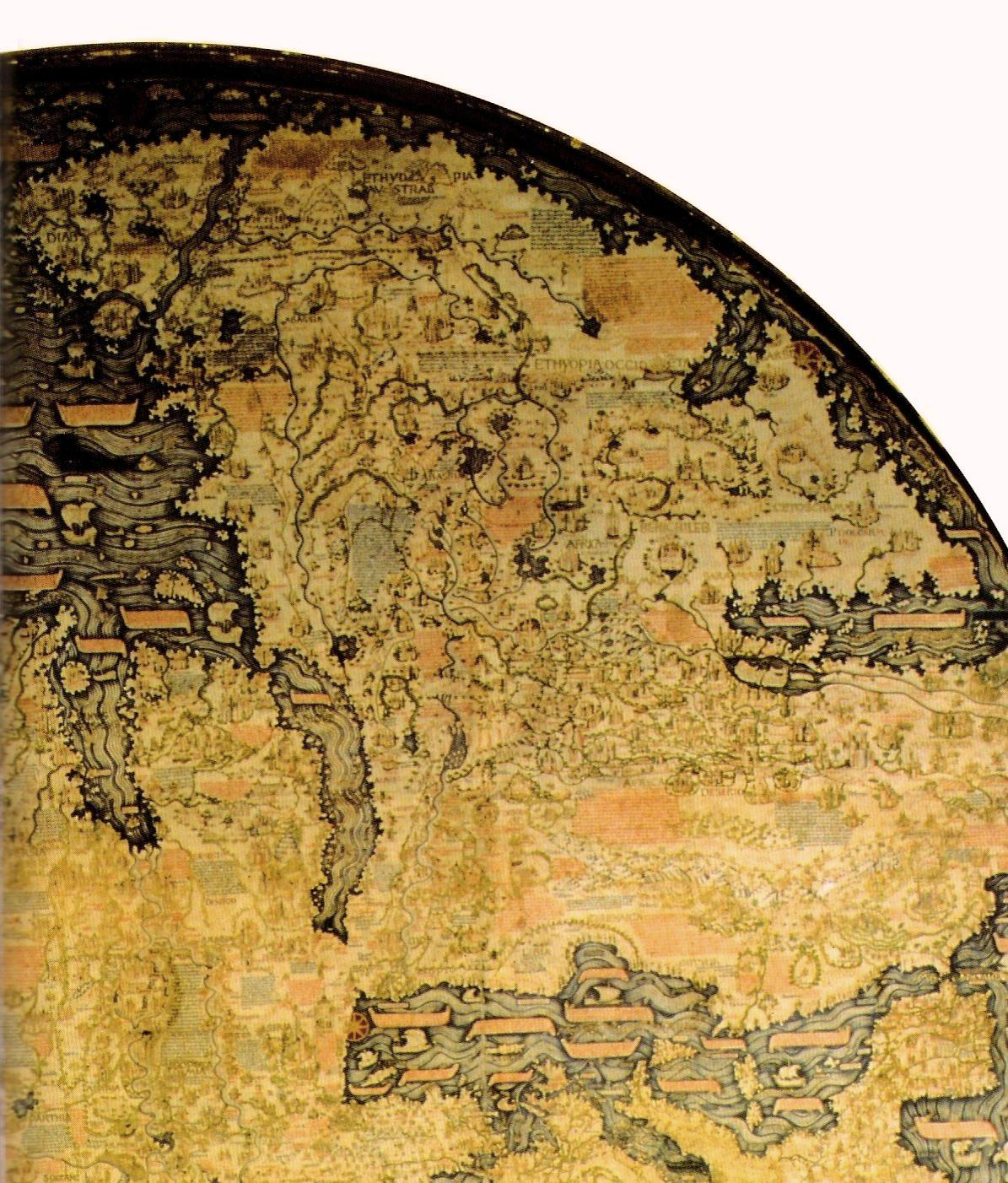
África
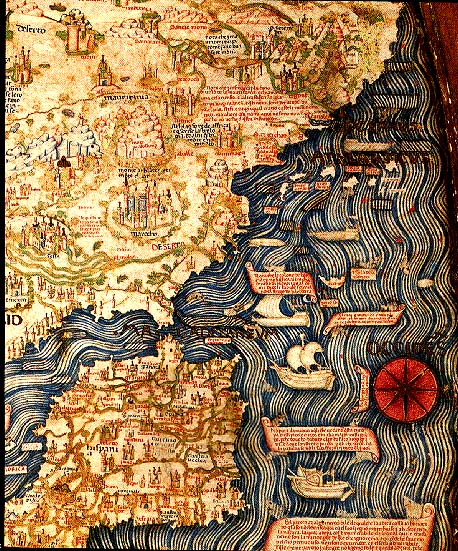
Península Ibérica e Norte de África
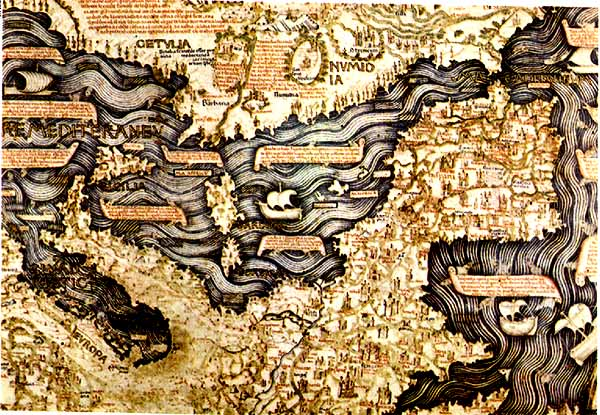
Europa
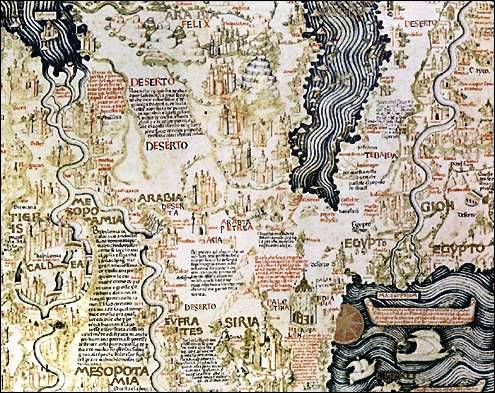
Médio Oriente
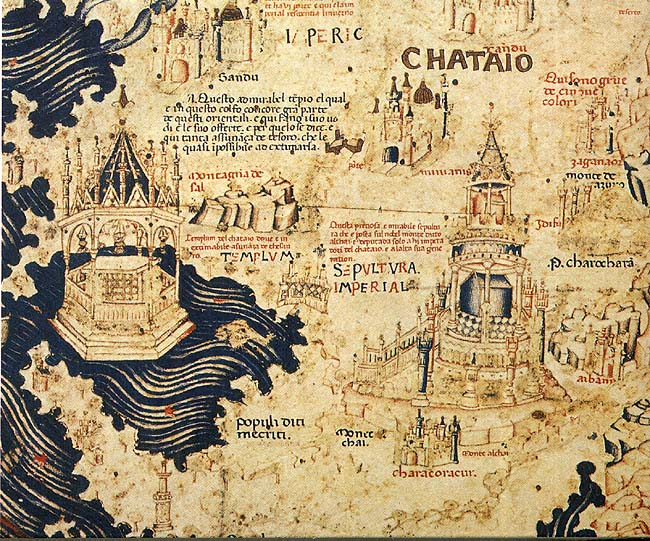
Extremo Oriente
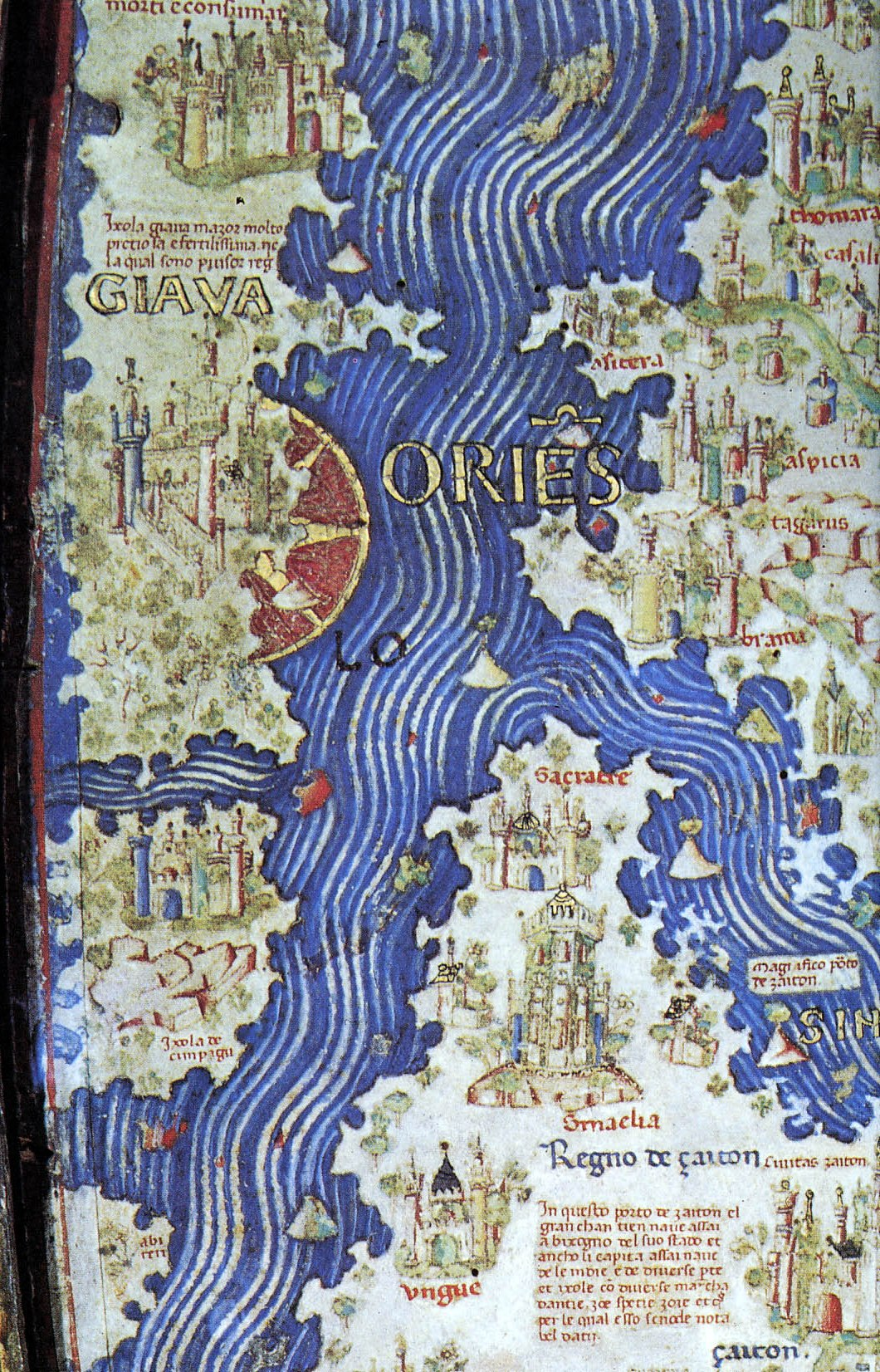
Japão (erradamente junto a Java)
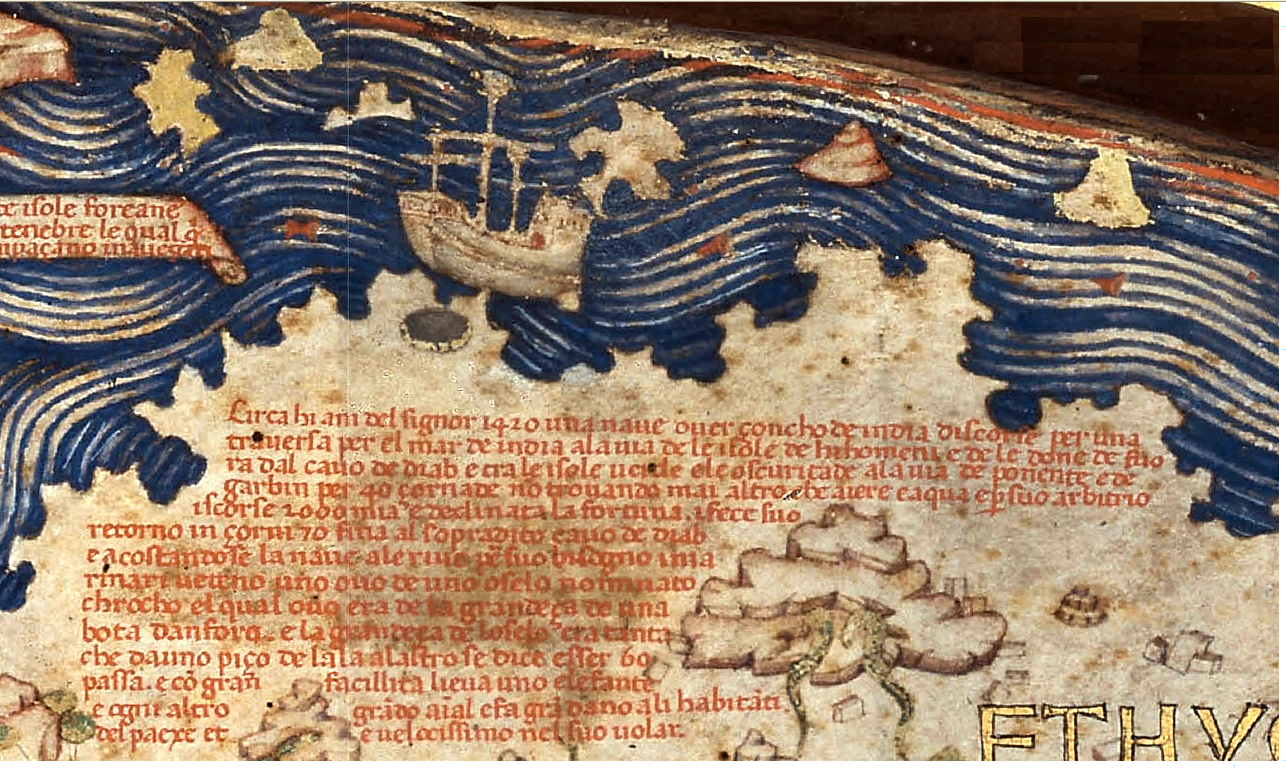
Juncos
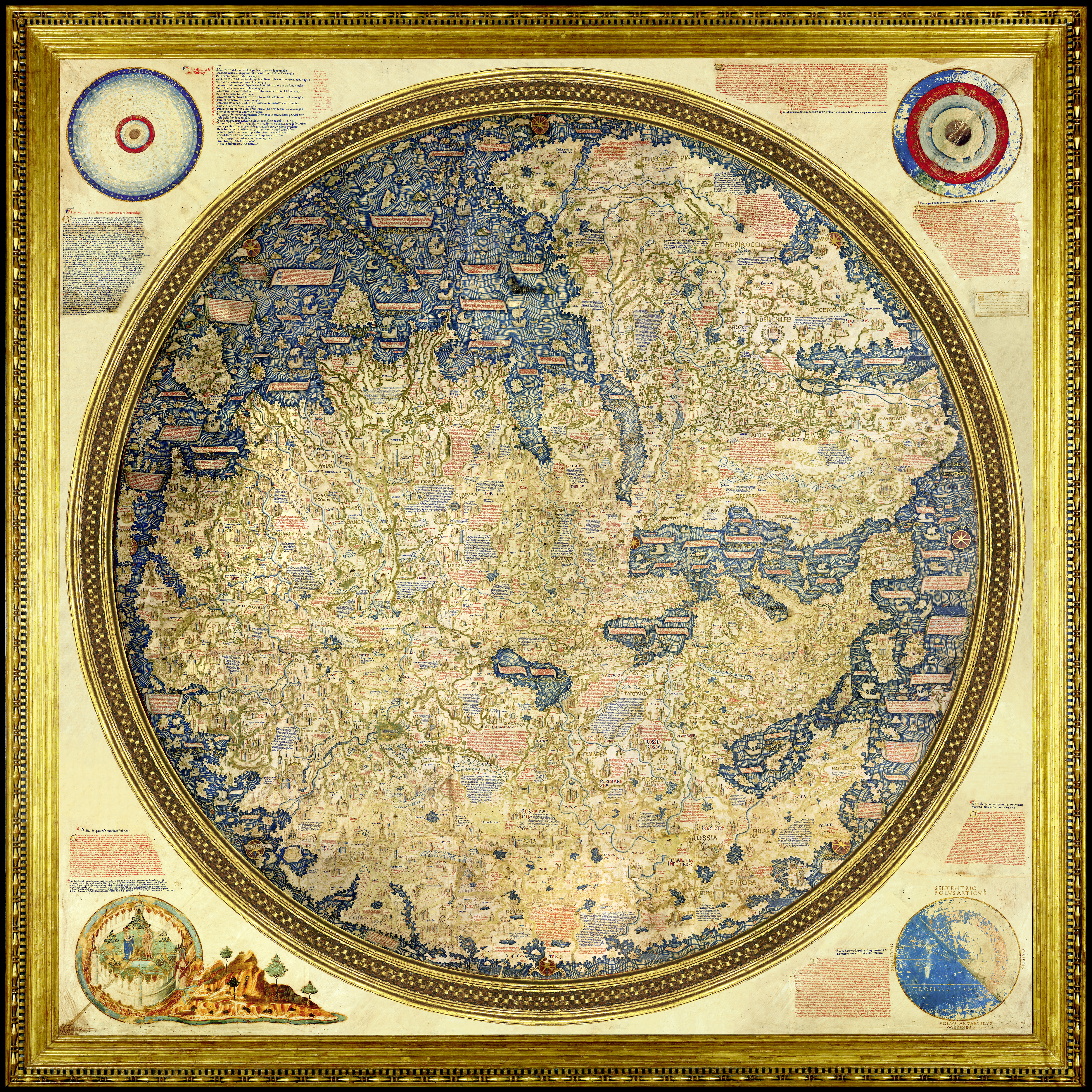
Mapa na orientação original (sul para cima)